# Pseudouvigerina
Pseudouvigerina es un género de foraminífero bentónico de la familia Turrilinidae, de la superfamilia Turrilinoidea, del suborden Buliminina y del orden Buliminida. Su especie tipo es Uvigerina cristata. Su rango cronoestratigráfico abarca desde el Campaniense hasta el Maastrichtiense (Cretácico superior).

## Discusión
Clasificaciones previas incluían Pseudouvigerina en el suborden Rotaliina del orden Rotaliida.

## Clasificación
Pseudouvigerina incluye a las siguientes especies:
- Pseudouvigerina cretacea †
- Pseudouvigerina cristata †
- Pseudouvigerina naheolensis †
- Pseudouvigerina noncostata †
- Pseudouvigerina plummerae †
- Pseudouvigerina rudita †
- Pseudouvigerina rugosa †
- Pseudouvigerina semilabiata †
- Pseudouvigerina telatynensis †
- Pseudouvigerina triangularis †